# Censo chileno de 2024
El Censo de Población y Vivienda 2024, oficialmente denominado XX Censo Nacional de Población y IX de Vivienda y promocionado como Censo 2024, fue un operativo estadístico realizado en Chile por el Instituto Nacional de Estadísticas (INE). El levantamiento de datos comenzó el 9 de marzo de 2024 y constituyó el primer censo nacional en siete años, tras los cuestionamientos metodológicos al censo de 2012 y su repetición en 2017. Originalmente programado para 2022, su ejecución fue postergada en dos oportunidades debido a la pandemia de COVID-19 y a problemas en su diseño metodológico.

## Antecedentes
El censo de 2024 fue el tercer operativo de su tipo realizado en Chile en menos de 15 años. El censo de 2012, realizado bajo la metodología de derecho (que registra a las personas en su residencia habitual), fue criticado por su presunta inexactitud, lo que llevó a la realización de un nuevo censo bajo el método de hecho (que cuenta a la población donde se encuentran al momento del operativo) en 2017. En marzo de 2020, el INE anunció que retomaría el formato de derecho para el censo de 2024, generando debates por los antecedentes de 2012.
La primera postergación del censo se anunció el 2 de octubre de 2020, argumentando restricciones sanitarias por la pandemia. Posteriormente, el 24 de mayo de 2022, se informó un nuevo aplazamiento hasta 2024 debido a inconsistencias en la definición metodológica y la necesidad de ajustar el proceso de recolección de datos.

## Metodología y ejecución

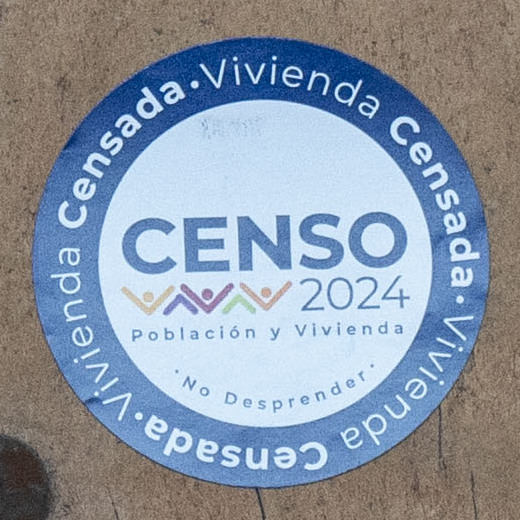
Pegatina que identifica una casa que fue encuestada en el censo.

El operativo se desarrolló en dos fases: entre el 9 de marzo y el 2 de junio de 2024 se cubrieron 179 comunas, mientras que en el resto del país el trabajo se extendió hasta fines de julio del mismo año. Se utilizó un cuestionario mixto, combinando entrevistas presenciales con un formato digital opcional para garantizar mayor cobertura. El INE capacitó a 24.600 censistas para llevar a cabo el proceso.

## Resultados
El 27 de marzo de 2025 el INE publicó los primeros datos, revelando un total de 18 480 432 personas encuestadas, con una distribución de 51,5% mujeres y 48,5% hombres. Entre los hallazgos destacados se confirmó el acelerado envejecimiento demográfico del país: el grupo etario de 65 años o más alcanzó el 14% de la población, duplicando el 6,6% registrado en 1992 y superando el 11,4% del censo de 2017. Además, se observó una disminución en la tasa de crecimiento poblacional anual, que pasó de 1,2% en 2017 a 0,8% en 2024.